# QUIZ SURPRISE!! JAPAN
『QUIZ SURPRISE!! JAPAN』（くいずさぷらいずじゃぱん）は、WAKUWAKU JAPAN|スカパーJSATで2015年10月31日から放送しているインドネシアで制作しているクイズ番組バラエティ番組である。

## 番組概要
番組はすべてインドネシア語（Bahasa Indonesia）で進行する。
毎回日本の地方及び地域を取り上げ、そこからロケＶＴＲを４問出題。インドネシア人が３人1組のチームを作り、日本にちなんだ問題に答えていきます。司会者とやりとりしながら進行し、正解チームは段々になったスタジオの解答席を下から１段ずつ上がり、最終的にトップにいたチームが、日本行きをかけた「運命のチャレンジ」に挑戦する。
ファイナルチャレンジに見事成功すれば3人で日本行きのチケットを商品として得ることができる。

## 出演者
加藤ひろあき
チェルリー

## レポーター
野澤玲奈(JKT48)
ララ
アンジェリア
イファーナ

## 放送リスト
1. 初回放送　富士山
2. エピソード2　浅草
3. エピソード3　築地
4. エピソード4　秋葉原
5. エピソード5　大阪1
6. エピソード6　大阪2
7. エピソード7　千葉
8. エピソード8　京都1
9. エピソード9　京都2
10. エピソード10　原宿
11. エピソード11　北海道1
12. エピソード12　北海道2
13. エピソード13　銀座
14. エピソード14　鎌倉
15. エピソード15　横浜

## ファイナルチャレンジ
４問のクイズを通じて１番上位の席にのこったチームが挑戦できる５問目の問題。「REAL PRICE」（りあるぷらいす）
日本から持ち込んだ４つの商品の値段の高額なものから低価格のものへ順番に並べるクイズ。このクイズに正解すると日本行きチケットが獲得できる。

## スタッフ
企画・演出：佐藤一
ディレクター：都留正宏　ふじもとたかゆき
作家：川崎良　松本康男　板垣悟司　ガクカワサキ
エグゼクティブプロデューサー：阿部真一郎　牧野まこと
プロデューサー：藤井純　森千花子　えんどうひでゆき　鳥羽隆史
技術協力：FUTURE STAGE CREATIONS
製作著作：日テレアックスオン